# バトル・ロワイアル
『バトル・ロワイアル』（Battle Royale）は、高見広春のホラー小説、およびそれを原作とした漫画・映画作品。中学生達が殺し合いを強いられるという設定。第5回日本ホラー小説大賞候補作。
略称は「バトロワ」「BR」。「バトル・ロワイヤル」は誤記。
以下、原作の設定を中心に記述する。漫画版、映画版もこの設定に準拠するが、体制や小道具の名前等々、異なる点は幾つも存在する（原作と漫画版は大東亜共和国という架空の国、映画版は現在の日本の体制の延長線上など）。

## 作品の成立
第5回日本ホラー小説大賞の最終候補に残ったものの、荒俣宏、高橋克彦、林真理子ら審査員からは、「非常に不愉快」「こういう事を考える作者が嫌い」「賞の為には絶対マイナス」など多くの不評を買い、受賞を逃す。審査員の1人林真理子の回想によると、審査員らは純粋に作品の完成度を評価したに過ぎず、一方で出版社が落選させられたこと自体を売りにするであろうことも予想していた。
その後、雑誌『Quick Japan』初代編集長の赤田祐一が誌面で「尋ね人」の広告を出し、高見とコンタクトを取ることに成功。1999年4月に太田出版から刊行され、先述の事情と共に話題を呼ぶ。2002年8月には最低限の修正（ミス部分など）を施した上で文庫化され、幻冬舎より刊行された。
また、深作欣二監督、藤原竜也主演で映画『バトル・ロワイアル』が2000年12月6日に公開された。公開前には国会でこの映画に関する質疑がなされ、また西鉄バスジャック事件を初めとする少年犯罪が注目された時期でもあり、社会的関心を集めたことで話題を呼び、大ヒット作となった。
題名の「ロワイアル」はフランス語読み。執筆段階では「バトル・ロイヤル」と言う英語の題名だったが、作者が友人に見せて感想を求めたところ、フランス語好きの友人による「フランス語で読むと『バトル・ロワイアル』だな」との返事から、語感が良いと感じ題名を変更した。正しく仏訳すると「Bataille Royale」（/ba.tɑj ʁwa.jal/, バタイユ・ロワイヤル）になる。
原作者の高見によれば、とある夜中にハイテンションになっていた時「3年B組金八先生」の坂本金八（武田鉄矢）がニコニコしながら生徒に向かって「皆さん、殺し合いだぞ!」と話す光景が浮かんできたことが本作を構想するきっかけになったという。そのため、本作では金八を大幅にパロディ化したキャラ（坂持金発）が出てくるが、これについて高見は「小説賞で『金八』のパロディーじゃ嫌われるだろうなあ、とは思ったんです。けれども、インスピレーションを与えてくれたのがそれだったわけだから、いわば礼儀として残しました」と述懐している。また先述通り少年犯罪が注目された時期に本作も発表されたが、高見によれば社会的な問題を織り込もうという意識はほぼ全く無く、「とにかく面白ければいい」という思いだけで制作したという。事実、本作は少年犯罪がクローズアップされるきっかけとなった「神戸連続児童殺傷事件」の起こる前に構想されている。

## あらすじ
極東の全体主義国家「大東亜共和国」では、全国の中学3年生のクラスから毎年50クラスを無作為に選び出し、「プログラム」と称する殺人ゲームを実施していた。プログラムに選ばれた生徒たちはゲームのために確保されたエリアに集団で送り込まれ、生き残りが一人になるまで殺し合いを続けることを強要されるのだった。
西暦1997年、主人公の七原秋也のクラスである香川県城岩町立城岩中学3年B組がプログラムの対象に選ばれた。クラスの42人は修学旅行のバスの中で眠らされ、ゲームの舞台となる島「沖木島」へ送り込まれた。生徒たちの中には、ゲームへの参加を止めるよう働きかけようとする者、状況に絶望して自殺する者、仲間を募って協同で防衛を試みる者なども現れたが、状況を受け入れて殺戮に走る生徒も少なくなく、生存者は刻一刻と減っていく。
七原は幼馴染で想いを寄せていた女子生徒の中川典子を守るべく行動する中、危ないところを最近クラスに転校して来た川田章吾に助けられ、意気投合してゲームからの脱出を模索することとなる。

## プログラムの概要
正式名称「戦闘実験第六十八番プログラム」。1947年より開催され、政府がランダムに選んだ中学3年生の1クラス全員に武器を与え、1人の最終生存者（「優勝者」と呼ばれる）になるまで見知り合ったクラスメイト同士で殺し合いをさせる。対象は毎年50クラス（1949年以前は毎年47クラス）。
プログラムの舞台となる会場は、対象クラスの中学校がある都道府県内で行われるのが原則であり、離島、高圧電流を張り巡らした山、取り壊し前の刑務所など隔離されたエリアで行われる。
優勝者には、総統直筆の色紙と一生涯の生活保障が与えられるが、政府によって強制的に他県に転校させられ、プログラムについて語らないように厳命される。プログラムが実施された場合、プログラム対象生徒の保護者にはその旨連絡が行くが、プログラム終了まで詳しい実施場所は発表されない。すべてが終了した後で臨時テレビニュースが流れ、実施場所と死亡推定原因、死者数が発表され、優勝者の映像がお茶の間に放送される。それ以外の詳細は一般国民には非公開であり、プログラムの詳細は一般国民に分からないようになっている。
学校の教科書では小学校4年生向けから記述されており、幼い児童・生徒にとって、「プログラム」は中学3年次を終えるまでの脅威となっている。
その目的について、表向きは「陸軍が行う戦闘シミュレーションで、所要時間などの各種統計を重ねることによる防衛上の理由から」とされている。しかし実際は「見知った者同士による殺し合い」という状況を見せつけることで国民の間に相互不信をもたらし、反政府勢力の結集による革命を防ぐことが最大目的である。そのついでに、政府高官たちの間で「誰が優勝するか」の賭けが行われている。
施行時は大規模な反対運動が起こったが、現在では忌み嫌われているものの表立って反対する者はいない状況となっている。
映画版では、新世紀教育改革法（通称BR法）という新法のもと「子供に対する恐怖支配で大人の権威を復活させるため殺し合いを強いる」という設定になっており、対象のクラスは原作の毎年50クラスに対して毎年1クラスとされる。

### ルール
スタート地点を出た段階から殺し合いがスタートすることになる。政府からエリア内の施設では電話が止まっていることが知らされ、また、説明はされないが電気やガスや水道等のライフラインは止まっており、携帯電話も中継局が押さえられているため外部と通じない。基本的に反則行為はないが、2人以上の生存を目的にプログラム実施システムを無効にすることや、プログラム実施者である政府を攻撃することなどの反抗活動は禁止されている。

### 支給品
生徒らにはそれぞれ、食料（パン）、飲料水（約1リットルの水が入ったボトル2本）、地図、方位磁針（安物のブリキ製）、時計（原作では腕時計、漫画版では懐中時計）、懐中電灯、特定の武器が入ったデイパックが与えられる。プログラム開始前に持参していた私物の所持も可能だが、前述の通り携帯電話の使用は不可。
生徒に支給される武器は完全にランダムである。ショットガンやサブマシンガンなどの銃器（アタリ武器と呼ばれる）、アーミーナイフや鉈などの刃器が多いが、簡易レーダーや防弾チョッキの様な補助的ツールもあり、中にはフォークやブーメランなど殺傷能力がほぼ無いもの（ハズレ武器と呼ばれる。映画版ではハリセンや鍋蓋など、よりシュール）もある。これは戦いに不確定要素を盛り込み、全員に少しでも優勝の可能性を与えるためである。また他の生徒から武器を奪っても良い。

### 首輪
このゲームを成立させる上で、最も重要なアイテムが首輪（正式名称：ガダルカナル22号）である。生徒たちは必ずこれを装着させられる。
それぞれの首輪には発信機が付いており、これによって生き残っている生徒とその現在地を政府が把握している。建物や掘った穴に隠れても首輪に電波は届き、防水措置もされている。また爆弾も取り付けられていて、首輪を無理に外そうとしたり、禁止エリアに侵入を試みた時などは爆発するようになっている。
さらに、生徒たちには知らされていないがこの首輪には盗聴器も内蔵されており、脱出や反逆行為の企てなどプログラムの根幹を崩そうとする行為はいち早く発見され、最悪の場合は政府が遠隔操作でその生徒の首輪を爆破することもできる模様。なお、首輪は各個体に三系統のシステムを搭載しているため、仮に一システムが故障する確率が1％だとしても、三系統あるため100万分の一の確率でしか故障しないといわれている。
電気回路をいじることができ、内部構造を知っている者であれば、ラジオなどに入っている部品を使って簡単に外すことが可能である。ただし内部構造は国家機密。

### 禁止エリア
このゲームでは禁止エリアが設定されており、そのエリアに入ると首輪が爆発する仕組みになっている。
初めに、睡眠ガスで眠らせるなどして強制的に会場まで連れて来られた対象クラスの生徒全員を1ヵ所に集め、プログラムの開会式とルール説明が行われる。その後、予めくじで決められた順に、兵士たちがいるスタート地点から2分おきに生徒1人1人を出発させる（先に出発した生徒の方が有利になりがちなので、公平性を保つための措置。作中行われたプログラムでは偶然出席番号1番の男子から出発となった）。最後の生徒が出発した20分後をもって、そのスタート地点から半径200mが禁止エリアとなり、その後は最初の定時放送の1時間後から2時間毎にエリアが3つずつ増えていく。禁止エリアの座標はコンピューターによって不規則に決められるので、どこが禁止エリアになるのかは放送を聞くまで分からない。なお、出発する時間になってもスタート地点を離れない生徒は政府による殺害対象となる。これはスタート地点を警備している大人数の武装兵士が、武器を持った生徒たちから襲撃される事態に備えるため。
禁止エリアの範囲は政府から支給された地図に記されているが、地面に目に見える線やロープが存在する訳ではない。
このゲームは1か所に留まって動かないことが得策なので、それを防いで強制的に生徒たちを移動させ、他の生徒と遭遇するように仕向けるためにこの「禁止エリア」システムが敷かれた。1度禁止エリアに設定されたエリアはゲーム終了まで解除されることがないため、時間が経過するにつれて行動範囲が狭められ、生徒同士の遭遇率が高くなる仕組みとなっている。
プログラムの舞台が離島の場合、海に逃亡しようとする者を射殺する船が東西南北に1隻ずつ配置されている。

### 定時放送
ゲーム中には1日4回、午前と午後の0時と6時に放送が流れる。放送では、ゲーム開始後または前回放送後からその時の放送までの間に死亡した生徒の名前が名簿順（映画版では死亡順）に読み上げられる。その後、放送から1時間後、3時間後、5時間後の禁止エリアの座標が告知される。優勝者が決定した時も、放送によってその旨のアナウンスが行われる。
映画版の場合、最初にラデツキー行進曲など有名なクラシック音楽が流れる。

### タイムリミット
このゲームにはタイムリミットがあり、24時間に渡って死亡者が出ない場合は時間切れとなる。時間切れになると生存者全員の首輪が爆破され、優勝者無しとなる。しかし、時間切れによって決着したケースは全体の0.5％程度しかない。
映画版では、首輪に内蔵されているバッテリーの関係でタイムリミットは3日間となっている。

## 登場人物
主要人物を含めたその他登場人物の詳しい詳細は、『バトル・ロワイアルの登場人物』を参照。
七原秋也
本作の主人公。ロックをこよなく愛する陽気な少年。両親は既に他界し、身寄りはいない。「ワイルドセブン」の異名を持ち、国のやり方に不満を抱いている。
修学旅行に行く途中でプログラムに巻き込まれ、同じ施設で育った幼馴染の国信の影響で、中川典子を守っていくことになる。
中川典子
本作のヒロイン。七原に想いを寄せている、ごく普通の少女。
プログラム開始前に怪我をし、身動きがままならなくなるも、自身を守ると決めた七原に導かれ、行動を共にすることになる。
川田章吾
最近七原のクラスに転入して来た少年。その風貌や噂から、周りからは孤立している。
何故かプログラムのことを熟知しており、ゲーム中にとあるきっかけで七原と典子と親しくなり、彼らのとても頼りになる協力者となる。
桐山和雄
裕福な家庭で育ち、容姿、頭脳、身体能力が完璧な少年。極めて無口で感情表現に乏しく、コイントスで物事を決めるなど自分の意志も皆無に近い。
男子不良グループのボスでもあり、中学生離れした能力で数々のクラスメイトを殺害し、最大の殺人鬼として七原たちの前に立ちはだかる。
相馬光子
女子不良グループのリーダーで、アイドルのような愛らしい容姿を持つ少女。
数々の悪事に手を染めている悪女だが、想像を絶する悲しい過去を持つ。独特の価値観を持ち、中学生離れした美貌と巧みな演技を利用し、桐山とも並ぶ殺人鬼となる。
杉村弘樹
七原の友人。クラス一の長身で強面に加え、口数が少ないという一見怖そうな人柄だが、本来はシャイで心優しい少年。幼馴染の千草貴子とは強い絆で結ばれた仲で、彼女の影響で拳法を習っている。
プログラム中、想いを寄せていた女子を探し回り、複数の生徒と接触する。
三村信史
七原の友人。所属するバスケ部のポジションから「ザ・サードマン」の異名を持つ。独特の淡々とした口数が特徴。
中学生離れした数々の知識を持ち、女子からも人気のあるプレイボーイで、プログラムからの脱出プランを計画する。

## 用語
大東亜共和国 （だいとうあきょうわこく）
本作の主要舞台。東洋に浮かぶ架空の全体主義国家。「近代以降、別の道を辿ったパラレルワールドの日本」であるとされる。
作中に登場した地名のうち城岩町、沖木島、志高島は架空であるものの、香川県、高松市、善通寺市、多度津町、志度町、女木島、男木島、豊島、四国、中国四国地方、本州、兵庫県、神戸市、岡山県、牛窓町、九州、大阪、梅田、和歌山、東京、瀬戸大橋、山陽自動車道、瀬戸内海と日本に実在する地名などが登場する。しかし、最高権力者が総統であり、軍隊が存在し、反米国家であり、南樺太に政府の強制収容所があり、朝鮮半島や中国の併合を主張する領土拡大主義であるなど、社会体制は全く異なる。
準鎖国体制によって情報統制や思想教育が実施されており、軍や警察の強権的な権限によって反政府活動が厳しく弾圧されているなどの人権蹂躙が行われている。一般国民は外国のブランドがつく輸入品が入手しづらく、海外旅行も制限されている。一方、信教の自由や外来語・外国文化は、国家体制維持に問題がなく、「敵性」・「退廃的」とされたもの以外なら認められており、ガス抜きという側面で自由な部分を多少残している。また、心の底から国家体制に忠誠を誓う国民はあまりいないとされている。
経済面では、高い技術力と産業基盤によって生産された高品質の工業製品を外国に輸出することによって、大東亜共和国陣営やアメリカ陣営に組しない第三国を経済に取り込むことで近代的工業国として成功している。国民1人あたりのGNPは世界一であり、一般国民の生活水準は現実の日本社会とあまり大差はない。
また、全体主義によって人権蹂躙が行われている一方で近代工業国として成功しているのは、統治される国民が全体主義体制に依存する国民性を持っているため、国家体制が非常に合っているとも評されており、「成功したファシズム」「とてもよくできている狂った国」と揶揄されている。
325代にもわたる総統によって長年にわたって国家統治してきたとされるが、実際は12代76年の歴史に過ぎない。国家成立以前は封建主義体制であり、歴史を捏造して国民を教育している。総統はニュースなどに出演しており、正月には官邸で国民の前に姿を現しているが、総統自体が体制への求心力のためのシンボルにすぎず、最高権力者としての実態が存在しないという見方もある。
漫画版での国旗は旭日旗と酷似している。原作では国旗の色は「クレムズン・レッド」や「血痕と同じ」と表現されているが、具体的な図画は不明。
専守防衛軍（せんしゅぼうえいぐん）
大東亜共和国の保持する志願制の軍隊。民衆への弾圧を行う政府の走狗として悪名が高い。国立の孤児院は専守防衛軍兵士の養成所と化している噂がある。『プログラム』の際にはスタッフとして試合の運営担当もしている。ただし、『プログラム』終了後の死体の片付けは清掃業者に任せており、プライドが高いとも評されている。
兵士の標準装備は迷彩服、桃のマークが正面にプリントされた鉄製ヘルメット、コンバットブーツ、アサルトライフル、自動拳銃である。漫画版ではAK47を歩兵の正式採用小銃としている。
沖木島（おきしま）
香川県内の高松市沖に浮かぶ離島。女木島・男木島と南北に並ぶ3つの島の中で、一番沖合の北側に位置する。今回のプログラムの舞台となる。
周囲約6キロの有人島。島の形は丸みを帯びた菱形で、島の南北にそれぞれ山が盛り上がっている。
東岸の集落を中心に港、診療所、雑貨屋、分校、消防団屯所等の施設があり、一定のコミュニティーが形成されている。農協や漁協があるなど農漁業が地場産業であり、展望台や観光協会があるなど観光施設も存在している。
住民はプログラム開催に際して、乗用車を含めた自動車やノートパソコンのような私物まで残したまま強制退去させられている。漫画版では担当教官は「住民は快く協力してくれました」と語っているが、実際には兵士が銃を住民に突きつけながら強制退去させる場面が描写された。
プログラム実施中は逃亡防止のため、様々な船（丘にあげられているボロ船を含む）が島から撤去されている。漫画版では丘に上げられているボロ船は撤去されずに残っていた。
城岩中学校
香川県城岩町にある町立中学校。
科目は原作では国語、数学、英語、音楽、美術、体育が確認されている（漫画版では社会科、技術家庭科が存在する）。また部活は野球部、サッカー部、バスケットボール部、バレーボール部、陸上部、ハンドボール部、ソフトボール部、音楽部、茶道部が確認されている。
授業で歴史を捏造して政府賛美をしていることを除けば、現実の日本社会とあまり大差はない模様。
3年B組の生徒42人（男子21人・女子21人）がプログラムの対象となった（大東亜共和国に4万以上存在する中学校3年生クラスの中からプログラム対象の50クラスとして800分の1以下の確率で選ばれた）。3年B組は校舎3階に教室があり、生徒は各クラブのエース級や男女不良代表など抜きん出た人物が多く存在している。
四月演説
プログラム開始初年の1947年に第317代総統がプログラム実施に反対する運動に対し、プログラムの正当性を説いた有名な演説。大東亜共和国の中学1年の教科書に登場する。演説にて総統は人民に対し、「プログラム」を大東亜共和国において徴兵制に類するものと捉えて欲しいとしている。
大東亜ネット
大東亜共和国内の情報通信ネットワーク。
技術力のある者は、政府が禁止している国際回線を通じて外国へアクセスし、世界中の最新の情報を仕入れている。政府に発覚すれば処罰対象となる。
南鮮共和国・韓半民国
朝鮮半島の国家。大東亜共和国と友好関係にあった全体主義国家の南鮮共和国が朝鮮半島南半分を統治し、アメリカと友邦関係にある国家の韓半民国が朝鮮半島北半分を統治していた。南鮮共和国は自由な部分を残さずに徹底した社会統制をとっていたが、建国から40年になった1968年に崩壊し、朝鮮半島は韓半民国によって統一された。
アメリカ
大東亜共和国と敵対関係にある国。大東亜共和国反政府勢力からは「合衆国」と呼ばれており、能力さえあれば移民でも大したハンデはなく、優秀な学者が集まっており、世界から注目の的の国とされている。一方で大東亜共和国政府からは「米帝」と呼ばれており、「暴力や麻薬や同性愛でめちゃくちゃであり、過去の遺産でもっている三流国」と評されている。

## 映画版
深作欣二監督、藤原竜也主演で映画版『バトル・ロワイアル』が2000年12月6日に公開。2001年4月7日には追加要素を含んだ『バトル・ロワイアル【特別篇】』が公開。
2003年7月5日には映画版の続編にあたるオリジナル作品『バトル・ロワイアルII 鎮魂歌』が公開。更に2010年11月20日には『特別篇』を再編集した3D映画として『バトル・ロワイアル3D』が公開された。

## 漫画版
田口雅之 作画
『ヤングチャンピオン』（秋田書店）にて田口雅之作画で2000年から2005年の5年間に渡って連載された。
原作通りに大東亜共和国を舞台にしているが、冒頭では『覚悟のススメ』と思わしきテレビ番組を放送している。
原作や映画がアクションや心理描写に重点を置いたサバイバル人間ドラマであるのに比べ、こちらは殺害シーンの残酷描写や性描写にも重点をおいた内容となっており、8巻以降はオリジナルの展開や中学生らしからぬ格闘描写、カーチェイスなどの派手なアクションシーンも増えている。
バトル・ロワイアル 天使たちの国境
同誌にて2011年No.3から同年No.21まで、原作：高見広春、漫画：大西実生子、小熊陽平・作画で連載された。こちらは、原作をベースとした灯台に籠った6人の女生徒達を中心に描いたスピンオフ作品である。原作者の高見広春がシナリオに関わっている。
BR2/ブリッツ・ロワイアル
富沢ひとし著。原案：高見広春。本作のスピンオフであり、共和国海軍の計画した新たな「プログラム」に巻き込まれる子供たちの姿が描かれている。
登場人物が鹿之砦中学校出身であったり、映画版『バトル・ロワイアルⅡ 鎮魂歌』の要素も含まれている。2004年に完結。
バトル・ロワイアル -執行者たち エンフォーサーズ-
『別冊ヤングチャンピオン』（秋田書店）連載。原作：高見広春、漫画：浅田有皆。本作の世界観を引き継いだ作品で、新たなストーリーや登場人物で繰り広げられるスピンオフ作品。2022年2月1日より連載開始。
大東亜共和国に存在する「大東亜学院」という人工島で新たな「プログラム」に巻き込まれる高校1年生たちが描かれる。なおかつての「プログラム」は、20年前に廃止されている模様。

## その他
- 内容はスティーヴン・キングの『死のロングウォーク』を下敷きにしている[72]。また、城岩町という名前は、キングの小説に度々登場する『キャッスルロック』に由来する。
- 米国で2008年に出版され、2012年に公開された映画版が大ヒットとなったスーザン・コリンズ著の小説『ハンガー・ゲーム』は、同作との類似性が指摘されている[73]。その影響か、『ハンガー・ゲーム』の映画公開に併せて発売された映画版『バトル・ロワイアル』のDVDが売上好調で、北米Amazon.comの売上ランキングでは一時、外国映画部門1位にまで上昇した[74]。またハンガー・ゲームはスティーヴン・キングが書評で絶賛している。
- 2012年にアメリカ・CWテレビジョンネットワークでテレビシリーズ化が企画されていたが、発表後にオーロラ銃乱射事件やサンディフック小学校銃乱射事件などがあった影響もあり、シリーズ化は完全に白紙になった[75]。
- この設定を基に、縮小する行動範囲の中、武器を漁り、最後の一人になるまで戦うPUBGなどのバトルロイヤルゲームというゲームのジャンルが作られた[76]。

## 書籍情報
- 高見広春『バトル・ロワイアル』太田出版、1999年4月21日。ISBN 4-87233-452-3。
- 高見広春『バトル・ロワイアル』 （上）、幻冬舎〈幻冬舎文庫〉、2002年8月。ISBN 4-344-40270-7。
- 高見広春『バトル・ロワイアル』 （下）、幻冬舎〈幻冬舎文庫〉、2002年8月。ISBN 4-344-40271-5。
- 高見広春、「バトル・ロワイアル」制作委員会、ギンティ小林『バトル・ロワイアル・インサイダー』太田出版、2000年12月。ISBN 4-87233-552-X。
- バトル・ロワイアル研究委員会 編 編『バトル・ロワイアルThe MOVIE完全攻略ガイドブック』角川書店、2000年11月。ISBN 978-4-04-853295-2。